# 石槽溝吳氏碉樓
石槽溝吳氏碉樓位於四川省南充市營山縣，文物遺址年代判定為1941年。2012年7月16日公佈為第八批四川省文物保護單位。
石槽溝吳氏明樓，位於四川省南充市營山縣合興鄉石槽村3社。確樓建於民國30年(1941)，石質三層樓建築，坐東朝西，建築面積28平方米，方形樓。牆體下寬上斂，第一、二層牆體用青石徹成，第三層用泥巴務築而成，牆體面闊5.6米，厚0.45米，通高10.04米，厚實堅固，上面分佈有許多射擊孔。內部以木樓梯連接樓層，共30級，結構緊湊。石槽溝吳氏確樓系當年合興鄉村民吳禮祥為防禦匪患所修，後一直為吳家居住場所，保存較好，有較高的文物價值。2010年，石糟溝吳氏明樓被營山縣人民政府公佈為縣級文物保護單位；2010年，石槽溝吳氏確樓被南充市人民政府公佈為市級文物保護單位。